# Tischlerbrücke

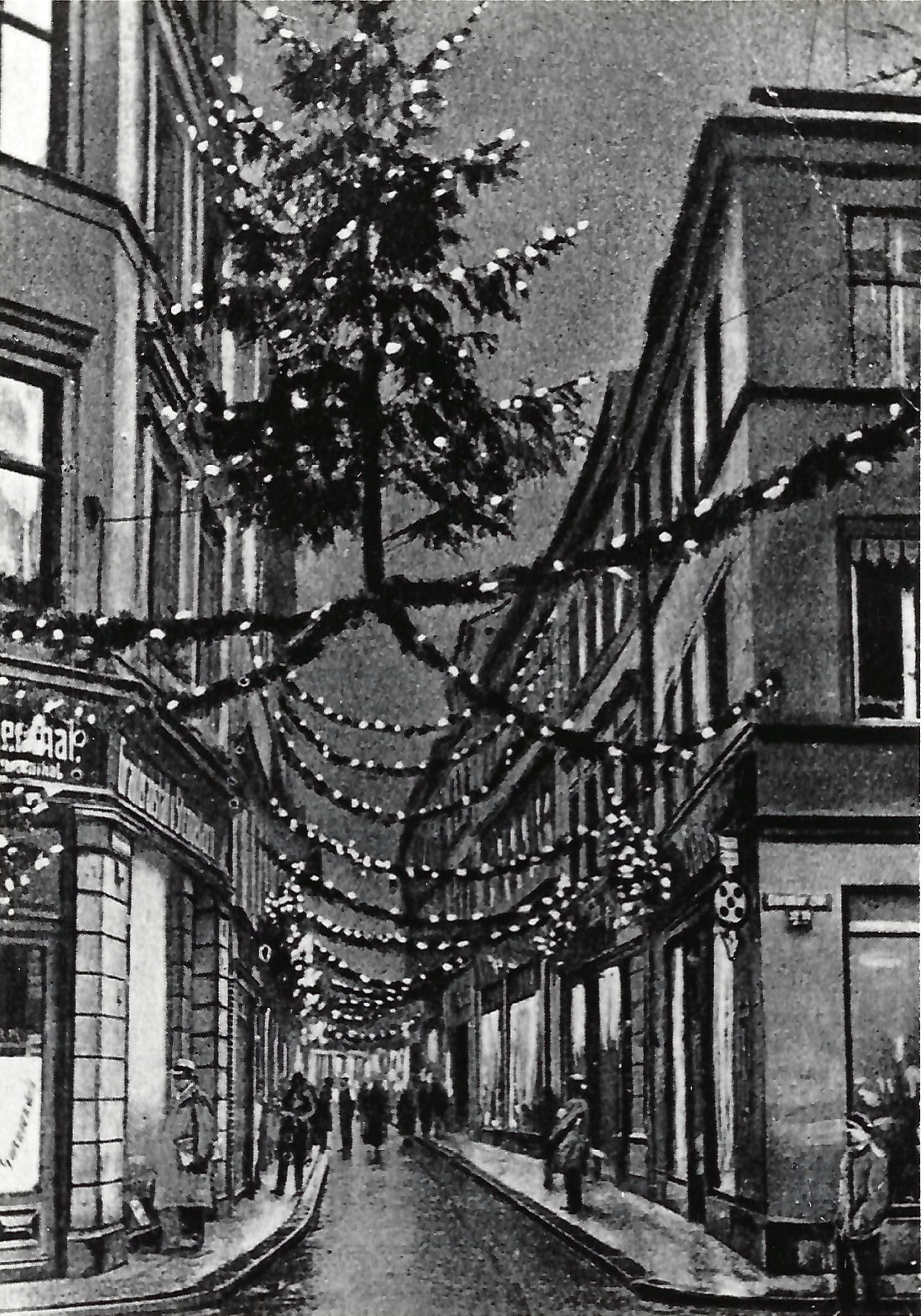
Tischlerbrücke mit weihnachtlichem Schmuck, Blick von der Berliner Straße nach Norden

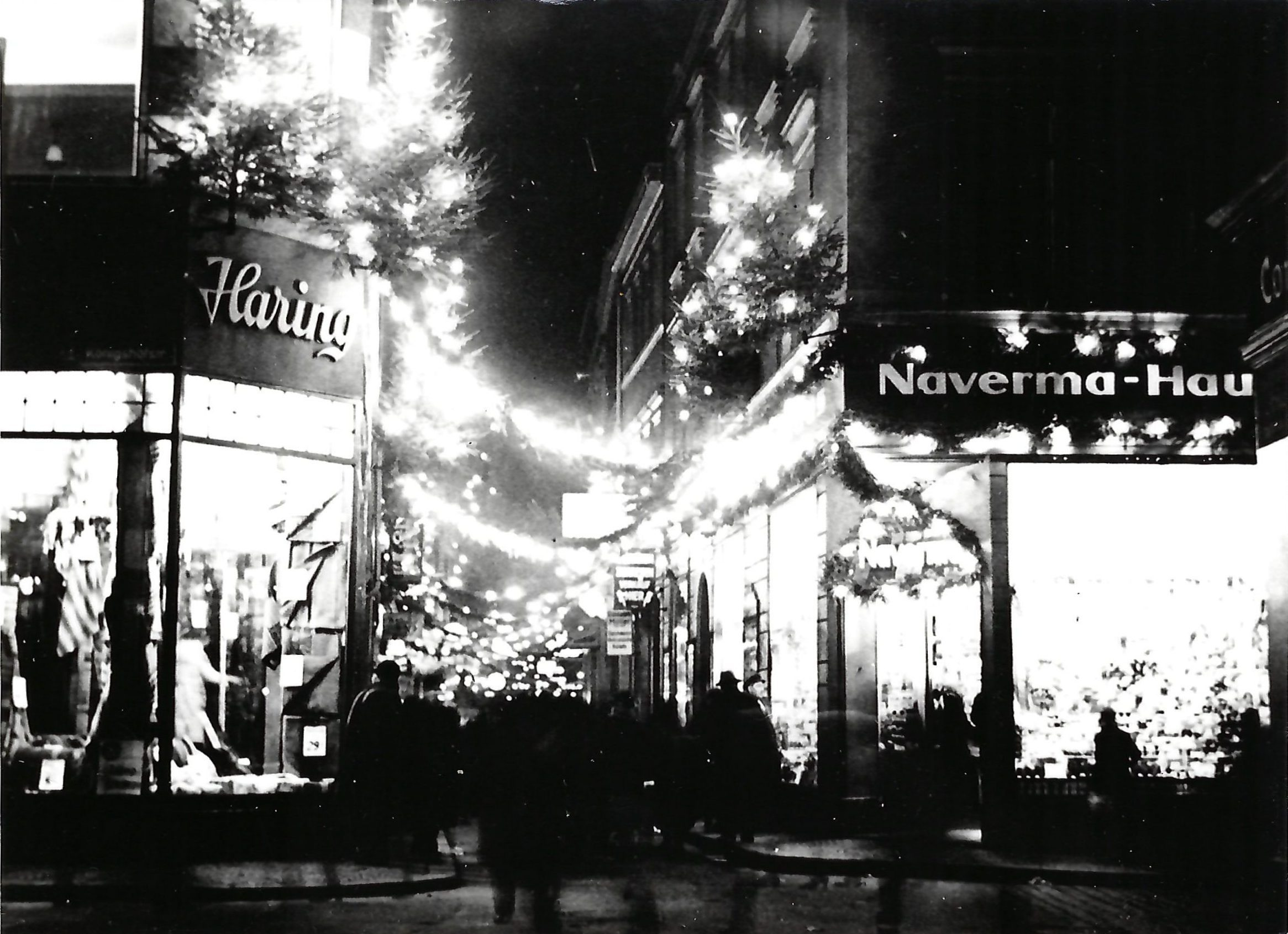
Blick von der Königshofstraße nach Süden in den nördlichen Teil der Tischlerbrücke

Die Tischlerbrücke war eine Straße in Magdeburg im heutigen Sachsen-Anhalt. Nach Zerstörungen im Zweiten Weltkrieg wurde die Straße aufgegeben und überbaut.

## Lage und Verlauf
Die Straße befand sich in der Magdeburger Altstadt. Sie begann an der Berliner Straße gegenüber der Einmündung der Goldschmiedebrücke, dem heutigen Nordteil der Regierungsstraße und verlief dann in nördlicher Richtung, parallel zum westlich gelegenen Breiter Weg. Von Westen mündete die Judengasse, von Westen die Dreienbrezelstraße ein. Im Norden endete die Tischlerbrücke an der Königshofstraße. Nach Norden schloss sich die Schuhbrücke an.
Die Hausnummerierung verlief von der Nummer 1 an der südöstlichen Ecke aufwärts entlang der Ostseite. Nach der Nummer 7 ging nach Nordosten die Dreienbrezelstraße ab. Die Nummerierung verlief dann von der Nummer 8 bis zur Nummer 17 weiter auf der Ostseite. Auf der Westseite begann dann mit der Nummer 18 der weitere Verlauf nach Süden. Nach der Nummer 30 mündete die Judengasse ein, mit der Nummer 36 endete die Nummerierung dann wieder an der Berliner Straße.
Heute befindet sich an dieser Stelle der westliche Teil des Allee-Centers, der von Süden in Verlängerung der Regierungsstraße, etwas nach Nordwesten tendierend, durchschnitten würde und im Norden knapp die Ernst-Reuter-Allee erreichen würde.

## Geschichte
Ursprünglich war der Straßenzug Teil der Goldschmiedebrücke. Sie wurde erstmalig 1552 mit diesem Namen erwähnt, der auf das Innungshaus der Goldschmiede zurückging, das sich an der Adresse Goldschmiedebrücke 4 befand. Der Namensbestandteil Brücke war in Magdeburg üblich für die ersten im Mittelalter gepflasterten Straßen. Sie hatten in der Mitte der Straße einen mit Steinplatten belegten Bürgersteig. Die Goldschmiedebrücke schloss sich nördlich an die Regierungsstraße an und verlief bis zur Königshofstraße. Später trat dann der Name Tischlerbrücke für den nördlichen Teil der Straße zwischen Dreienbrezelstraße und Königshof auf, da hier diverse Tischler wohnten. Diese Unterteilung wurde dann auch 1632 von Otto von Guericke so vorgenommen. Noch bis zum Anfang des 18. Jahrhunderts waren jedoch auch für den Nordteil beide Namen gebräuchlich. Bei der erstmaligen Anbringung von Straßenschildern im Jahr 1755, war die Tischlerbrücke ab der Dreienbrezelstraße ausgewiesen. In den nächsten Jahrzehnten dehnte sich der Gebrauch des Namens Tischlerbrücke jedoch auch auf den südlichen Abschnitt bis zur Berliner Straße aus. Seit 1798 war dies dann ständig der Fall.
Während des Zweiten Weltkriegs wurde der Bereich stark zerstört. In der Zeit der DDR wurde die Straße nicht wieder aufgebaut, sondern war unbebaut Teil des Zentralen Platzes. In den 1990er Jahren wurde auf der Fläche dann das Allee-Center errichtet.

## Historische Häuser der Tischlerbrücke
| Hausnummer | Name                                  | Bemerkungen | Bild                     |
| ---------- | ------------------------------------- | --- | ------------------------ |
| 1          |                                       | 1631 gehörte das Haus dem Goldschmied Dietrich Busse, 1651 wurde dann bereits seine Witwe als Eigentümerin geführt. Sie veräußerte die Stätte im Jahr 1661 für 120 Taler an den Tischler Moritz Hollmann. In den Jahren 1677 und 1711 gehörte das Haus dem Tischler Georg Schmidt. Für die Jahre 1719 und dann bis 1730 wurde dann seine Witwe als Eigentümerin genannt. |                          |
| 2          |                                       | In den Jahren 1631 und 1651 war Joachim Schröder Eigentümer. Er verkaufte die Stätte dann an den Advokaten Johann Runtorf für 160 Taler. 1660 gehörte die Stätte Hans Engelbrecht, 1661 seinen Erben. Für 1677 ist überliefert, dass die Erben des Tischlers Moritz Hollmann für 170 Taler an den Advokaten Lic. Albrecht Friedrich von Syburg verkauften. Der bebaute das, wohl infolge der Zerstörung Magdeburgs von 1631 leere Grundstück, neu und verkaufte 1685 das Gebäude für 725 Taler an den Goldschmied Bendix Brugleder. Brugleder verkaufte es 1692 für den gleichen Preis an den Goldschmied Georg Gerhard Oberdieck. Seine Erben veräußerten es dann 1711 an den Gürtler Johann Jakob Brenning, der bis 1725 Eigentümer blieb. Um 1900 war hier das Pelzwarengeschäft L. Stephanowsky Nachfolger ansässig. |                          |
| 3          | Zum blauen Spiegel                    | 1631 und 1651 war der Tischler Georg Hesse Eigentümer, danach Gertrud Moring. Sie vererbte an den Fleischer Andreas Ernst, an Stephan Lüdecke und Gert Peters. Ernst trat seinen Anteil 1660 an die Miterben ab. 1677 besaß Lüdecke das Haus allein. Seine Erben verkauften 1678 das Gebäude für 450 Taler an den Seifensieder Peter Germershausen. Er verstarb 1710, danach gehörte es seiner Witwe. Ihr zweiter Ehemann war der Seifensieder Martin Aßmann, der bis 1725 Eigentümer blieb. |                          |
| 4          | Zum grünen Wald oder Zum grünen Busch | In der Zeit vor 1631 diente das Gebäude als gemeinsames Innungshaus der Maler-, Sattler- und Glaser-Innungen. Die Innungen verkauften es im Jahr 1717 für 1400 Taler an Hans Betge. Er blieb bis 1726 Eigentümer. |                          |
| 5          |                                       | 1631 gehörte das Haus Peter Eberding (auch Everding oder Ebeling). 1635 verkaufte sein Schwiegersohn Mathias Meyer die Stätte für 50 Taler an den Nagelschmied Peter Lorenz. Lorenz bebaute das wohl infolge der Zerstörung Magdeburgs von 1631 leere Grundstück neu. 1654 verkaufte seine Witwe das Haus für 300 Taler an den Nagelschmied Andreas Daneel. Seine Witwe heiratete in der Zeit bis 1674 an den Nagelschmied Pascha Schmidt, der bis 1690 verstarb. Im Jahr 1711 gehörte es der Witwe von Rustenbeck, 1712 dem Schmied Johann Rustenbeck und 1715 dem Nagelschmied Joachim Rustenbeck, der bis 1724 Eigentümer blieb. |                          |
| 6          |                                       | Im Jahr 1631 gehörte das Haus gehörte das Haus Hans Gödecke (auch Götting), 1635 war dann bereits der Goldschmied Dietrich Busse eingetragen. Seine Erben veräußerten 1637 die Stätte für 120 Taler an Veit Büttner. Für das Jahr 1647 ist überliefert, dass die Witwe von Jakob Bandelow das Haus für 212 Taler an den Stadtpfeifer Jobst Werner verkaufte. 1674 gehörte es dann dem Nadler Johann Christoph Hutschenreuter, der es 1690 für 250 Taler an den Nadler Johann Stegmann veräußerte. Stegmann verkaufte 1714 für 600 Taler an Johann Naucke, dem es bis 1752 gehörte. |                          |
| 7          |                                       | 1631 gehörte das Haus den Erben von Georg Ölmann. 1637 wurde die Stätte von Elisabet Ölmann für 110 Taler an den Maurermeister Jakob Begerig (auch Becherich) verkauft. Im Jahr 1673 veräußerte Christoph Becherich das Haus für 360 Taler an den Kannengießer Georg Döhren. Seine Witwe war dann 1683 als Eigentümerin eingetragen. Sie verkaufte es für 250 Taler 1684 an ihren zweiten Ehemann, den Kannengießer Georg Karl Strobel. 1711 war seine Witwe Eigentümerin. |                          |
| 8          |                                       | Noch 1631 befanden sich zwei Häuser auf dem Grundstück. Eines gehörte 1631 dem Tischler Samuel Schöne, 1648 dann seiner Witwe, die in diesem Jahr die Stätte für 90 Taler an den Ebentischler Hans Müller verkaufte. Zu diesem Zeitpunkt bestand die Stätte, wohl infolge der Zerstörung Magdeburgs im Jahr 1631, nur aus zwei Kellern. Das andere Grundstück war 1631 und 1639 als Eigentum von Jakob Gosewulf verzeichnet. Auf ihn folgte der Pfarrer Johann Schultze. Im Jahr 1660 gehörte es Hans Müller. Seine Witwe war dann 1683 Eigentümerin des Hauses, das auf beiden Stätten errichtet worden war. 1692 gehörte es dem Tischler Johann Kausche, der bis 1721 Eigentümer blieb. | Eckhaus Tischlerbrücke 8 |
| 9          |                                       | Für 1648 war Christoph Müller Eigentümer, 1652 war dann seine Witwe Eigentümerin, des zu diesem Zeitpunkt mit einem Haus bebauten Grundstücks. Sie heiratete den Tischler Bartel Bömicker, der ab 1653 Eigentümer war. Nach seinem Tod verkaufte seine Witwe das Haus im Jahr 1698 für 600 Taler an den Schuster Raimund Monmeja, der es für 800 Taler im Jahr 1711 an den Knopfmacher Jakob Odemar veräußerte. Er ist zuletzt 1720 erwähnt. |                          |
| 10         |                                       | 1631 gehörte das Haus dem Tischler Michel Hermsdorf. Er bebaute das wohl infolge der Zerstörung Magdeburgs 1631 leer Grundstück, in der Zeit vor 1651 neu. 1655 verkaufte er das Haus für 350 Taler an den Tischler Thomas Kötge. Seine Witwe veräußerte es 1704 für 650 Taler an den Tischler Christian Kötge, der es 1709 für 720 Taler an den Schuster Monmeja weiterverkaufte. Später war Christian David Rothard Eigentümer. |                          |
| 11         |                                       | Im Jahr 1631 standen auf dem Grundstück noch zwei Häuser. Eines gehörte 1631 dem Tischler Jakob Kruse. Sein Sohn verkaufte die Stätte für 43 Taler im Jahr 1647 an den Schlosser Schlieck (auch Schleich). Das andere Gebäude war ein Brauhaus und gehörte in der Zeit vor 1631 Heinrich Kramsack. 1631 war Lorenz Gernreich Eigentümer. Er war jedoch, wohl infolge der Zerstörung Magdeburg, 1631 nicht in der Lage den Kaufpreis zu bezahlen. Die Stätte fiel daher 1644 an die Erben Kramsacks zurück. Der Miterbe Brauer Joachim Betke baute das Gebäude 1644 wieder auf. Noch 1644 verkauften die Erben des Ratsschreibers Jakob Kramsack das Gebäude für 250 Taler an den Brauer Joachim Jennerich. Schon 1645 veräußerte es Jennerich an Schlieck für 270 Taler weiter. Schlieck bebaute dann 1650 beide Stätten neu. Sein Schwiegersohn, der Buchdrucker Johann Daniel Müller, war 1683 und dann bis zu seinem Tod 1726 Eigentümer. Seine Erben verkauften 1733 für 3000 Taler an Hermann Struberg. |                          |
| 12         |                                       | 1631 und 1645 war die Witwe von Hans Kiekeback Eigentümer. Das Haus wurde 1651 von der Schulmeisterin, der Witwe von Hans Gurs (auch Hans Schur), für 150 Taler an den Glaser Philipp Schubbe verkauft. Seine Witwe blieb bis 1679 Eigentümerin, dem Sohn, Glaser Nikolaus Schuppe, gehörte es von 1692 bis 1737. |                          |
| 13         |                                       | Das Haus gehörte 1631 Gregor Zeitz. 1635 verkaufte er die Stätte für 75 Taler an den Brauer Hans Harte. Er bebaute die wohl infolge de Zerstörung Magdeburgs von 1631 in der Zeit bis 1651 neu. 1679 verkauften seine Erben das Haus für 435 Taler an den Barbier Germanus Lüdeke. Im Jahr 1683 war der Barbier Kaspar Schmidt als Eigentümer eingetragen. Er veräußerte 1696 für 612 Taler an den Kupferschmied Johann Heinrich Meyer. 1704 verkaufte dann seine Witwe für 1000 Taler an den Büchsenmacher Simon Mercier. |                          |
| 14         |                                       | In den Jahren 1631 und 1637 war als Eigentümer Joachim Betke (auch Bettich) eingetragen. 1651, das Grundstück war zu diesem Zeitpunkt mit einem Haus bebaut, gehörte es Christoph Schubert, 1663 dann Joachim Brunk. Für das Jahr 1679 wurde der Nadler Gregor Böhme geführt, 1683 dann bereits seine Erben. Der Bortenwirker Gottfried Böhme war 1710 Eigentümer, seine Erben hatten das Anwesen noch bis 1733 im Eigentum. |                          |
| 15         |                                       | 1631 gehörte das Haus Philipp Zander (auch Sander). Seine Witwe veräußerte 1637 das Häuslein für 150 Taler an den Kaufschneider Nikolaus Rüdiger. Rüder baute dann ein neues Haus. Er wird zuletzt noch 1666 erwähnt. In seiner Zeit befand sich auf dem rückwärtigen Teil ein Stück der alten Stadtmauer, die von hier aus weiter in Richtung Lödischehofstraße 26 verlief. Diese Mauer gehörte dem Rat. Das Haus erwarb kurz vor 1679 der Schuster Mathias Walter, dessen Witwe es 1683 gehörte. Sie heiratete den Schuster Hans Georg Drechsler, der 1690 und 1693 als Eigentümer genannt wurde. 1710 stand es im Eigentum von Georg Lange. Für das Jahr 1714 ist überliefert, dass das Anwesen von Joseph Schieß für 1150 Taler an Karl Costenoble veräußert wurde, der zuletzt im Jahr 1719 Erwähnung fand. |                          |
| 16         | Zum Wiedehopf                         | Im Jahr 1631 gehörte das Haus der Witwe des Tischlers Hans Hoppe. 1645 veräußerte sie die Stätte für 85 Taler an den Schuster Christian Lindenberg. Er bebaute das wohl infolge der Zerstörung Magdeburgs von 1631 leere Grundstück bis 1651 neu und blieb bis zu seinem Tod 1681 Eigentümer. Ihm folgte seine Witwe nach, seine Erben veräußerten es dann für 270 Taler im Jahr 1698 an die Witwe des Schusters Christian Schultze. Sie verkaufte im Jahr 1710 für 400 Taler an ihren Schwiegersohn, den Schuster Andreas Schächer, der bis 1732 Eigentümer blieb. 1835 lebte der Kaufmann Friedrich Wilhelm Daegner im Haus, dessen Leiche im November 1835 in einem Graben bei Westerhüsen gefunden wurde. Der Hausstein befand sich noch in den 1930er Jahren auf dem Hof des Hauses. |                          |
| 17         |                                       | 1631 standen auf dem Grundstück noch zwei Häuser. Eines gehörte vor 1631 der Witwe des Kramers Henning Blume. Sie verkaufte die Stätte 1644 für 175 Taler an den Kaufmann Klaus Lüders. Das andere Haus war ein Brauhaus und gehörte 1631 und 1645 den Erben von Christoph Döhren. Im Jahr 1649 verkaufte Georg Kühlewein für 250 Taler die Stätte an Lüders, der sie bis 1651 bebaute. Als Eigentümer des Hauses folgte bis zu seinem Tod im Jahr 1680 Johann Askan von Syburg. Für die Jahre 1683 und 1694 wurde Leutnant bzw. später Hauptmann Johann Christoph Ettlinger als Eigentümer geführt. Zum Grundstück gehörten auch die Grundstücke Königshofstraße 5 und 5a sowie Lödischehofstraße 23. 1706 und dann bis 1727 war Christoph Stieler Eigentümer. |                          |
| 18         |                                       | Im Jahr 1631 bestanden auf der Fläche zwei Grundstücke. Eines gehörte 1631 dem Zinngießer Hans Könnecke senior, der bei der Zerstörung Magdeburgs im Jahr 1631 verstarb. Hans Könnecke junior, ebenfalls Zinngießer, verkaufte im Jahr 1635 für 150 Taler an den Kaufmann Michael Röber. Röber bebaute die, wohl infolge der Zerstörung Magdeburgs im Jahr 1631 unbebaute Stätte, bis 1639 neu. Die andere Stätte gehörte 1631 Nikolaus Wagenführer. 1637 veräußerte sie Hans Krummhauer für 100 Taler an Röber, der zuletzt im Jahr 1653 erwähnt wurde. In den Jahren 1683 und 1688 gehörte das Haus dem Seidenkramer Burchard Welker, 1692 dann seiner Ehefrau. Später wird in den Jahren 1698 und 1709 der Kaufmann Johann Rudolf Brauns als Eigentümer genannt. 1716 wurde es von Katharine Bernd für 2800 Taler erworben, sie blieb bis 1738 Eigentümerin. |                          |
| 19         |                                       | In den Jahren 1631 und 1637 wurde Heinrich Junge als Eigentümer geführt, 1639 dann der Drechsler Johann Dedicke (auch Tettiger). Er bebaute das wohl infolge der Zerstörung Magdeburgs von 1631 leere Grundstück bis 1651 neu. 1683 gehörte es seinen Erben, 1716 dann Heinrich Lindstedt, der bis 1730 Eigentümer blieb. Um 1848 befand sich im Haus und der benachbarten Nummer 20 die Hutfabrik von Wilhelm Schnaebel. |                          |
| 20         |                                       | 1631 war Thomas Fahldiek Eigentümer des Hauses. Im Jahr 1638 gehörte es dem Schuster Peter Mehl, für 1651/1652 wurde die Valdieksche als Eigentümerin genannt. Der Schuster Johann Christoph Mehlis war 1683 Eigentümer des Hauses. Ab 1687 war der nächste Ehemann seiner Frau, der Schuster Urban Michael Voigt Eigentümer, der auch 1698 genannt wurde. Sein Erbe, der Fährmeister Christian Voigt, veräußerte es 1716 für 500 Taler an den Gürtler Mathias Baserin. |                          |
| 21         |                                       | Das Grundstück gehörte als Hinterhaus zum Breiten Weg 39. Bebaut wurde die Stelle vom Gastwirt Wilhelm Lehmann. |                          |
| 22         |                                       | Der Lakenmacher Anton Bars (auch Borris) wurde 1631 und 1648 als Eigentümer genannt. 1651 verkauften seine Erben die Stätte für 115 Taler an den Schuster Heinrich Wolf. Er bebaute das wohl infolge der Zerstörung Magdeburgs von 1631 unbebaute Grundstück 1654 neu. Seine Witwe war 1683 Eigentümerin des Hauses. Die Kinder Wolfs veräußerten es 1688 für 300 Taler an den Schneider Johann Wiegand. Wiegand verkaufte 1698 für 670 Taler an den Uhrmacher Jean Jacques Marchand, der es seinerseits 1699 für 645 Taler an den Schwertfeger Georg Marot (auch Lemaret) veräußert. Er wurde zuletzt 1718 erwähnt. |                          |
| 23         |                                       | 1631 und 1648 war Christian Dienstmann Eigentümer. Seine Tochter veräußerte die Stelle 1648 für 85 Taler an den Tischler Thomas Kötge. Er bebaute das wohl infolge der Zerstörung Magdeburgs 1631 leere Grundstück bis 1650 neu. 1655 veräußerte er das Haus für 260 Taler an den Gürtler Jakob Brenning, der es 1687 an die Witwe des Weißkramers Karl Wermuth verkaufte. Sie veräußerte es noch im gleichen Jahr für 312 Taler an den Klempner Georg Wilhelm. Er wurde zuletzt 1718 genannt. |                          |
| 24         | Zum goldenen Kessel                   | Im Jahr 1631 war Kaspar Bode Eigentümer des Hauses. Seine Erben veräußerten die Stätte 1639 an Elisabet Bode. 1650 verkaufte sie für 105 Taler an den Drechsler Daniel Windisch, der das wohl infolge der Zerstörung Magdeburgs leere Grundstück neu bebaute. Der nächste Ehemann seiner Frau, Anton Rintorf, wurde 1658 und 1660 als Eigentümer genannt. 1663 war der Maler Heinrich Huntemann, 1683 und 1687 der Schneider Christian Schultz Eigentümer. Sein Schwiegersohn, der Schneider Johann Jakob Keßler, war 1701 Eigentümer und blieb es bis 1732. Der Seifenhersteller Müller & Kalkow erwarb 1868 das Haus und baute es für die Zwecke des Unternehmens um. |                          |
| 25         |                                       | Der Büchsenschäfter Georg Wenke (auch Winker) war 1631 Eigentümer des Hauses. 1649 verkaufte er die Stätte für 114 Taler an den Schlosser Philipp Thurm, der 1688 das Haus an den Kaufmann Peter Freytag veräußerte. 1701 verkaufte es Freytag für 450 Taler an den Schuster Melchior Bader. 1710 und 1714 gehörte es dann Johann Joachim Schmidt. |                          |
| 26         |                                       | 1631 gehörte das Haus Johann Hollmann, 1641 und 1651 dann Andreas Hollmann, wobei das Grundstück 1651 ausdrücklich als wüst bezeichnet wurde. Im Jahr 1652 gehörte das Haus Philipp Rennert, 1672 und 1679 dem Tischler Christoph Müller. Seine Witwe wird dann 1683 als Eigentümerin genannt. Seit dem Jahr 1700 war die Witwe des Tischlers Mathias Müller Eigentümerin, ab 1714 Karl Göppe, der auch noch 1725 erwähnt wurde. |                          |
| 27         | Zum goldenen Hubel                    | Im Jahr 1641 wurde die Stätte für 200 Taler von der Witwe von Melchior Heine an den Fleischer Daniel von Döhren verkauft. Er bebaute das Grundstück 1647 neu. 1652 verkaufte er es für 775 Taler an den Kammerschreiber Paul Schmidt. Für die Jahre 1663 und 1672 wurde Stephan Lüdecke als Eigentümer genannt, 1683 und 1702 dann seine Witwe. Auf sie folgte Heinrich Grape, 1714 dann der Tischler Andreas Werner, der auch noch 1721 genannt wurde. Mit der Bezeichnung Hubel im Hausnamen ist das Tischlerwerkzeug Hobel gemeint. |                          |
| 28         | Zum goldenen Kopf                     | Erster bekannter Eigentümer war Daniel von Döhren, 1651 und 1655 dann Paul Schmidt, dem auch das Nachbargrundstück Nummer 27 gehörte. Von ihm erbte der Ratsschreiber Paul Heinrich Schmidt, der das Haus für 450 Taler im Jahr 1663 an Gert Meyer veräußerte. 1672 und 1683 war der Bortenwirker Michael Zapfel Eigentümer. 1703 wurde dann seine Witwe genannt, 1717 Kaspar Quent. Quent blieb bis 1734 Eigentümer. |                          |
| 29         |                                       | Heinrich Niendorf, genannt Osterwiek, wurde 1631 und 1641 als Eigentümer genannt. Es folgte der Kämmerer Martin Brewitz von dem Hans Zeitz erbte, der 1652 Eigentümer war. Johann Dencker erwarb die Stätte und baute hier ein Hinterhaus zum Grundstück Breiter Weg 31, zu dem es bis 1698 gehörte. In diesem Jahr wurde es von Rulands Erben für 600 Taler an den Schiffer Christoph Ruland veräußert. Ruland verkaufte 1701 für 1100 Taler an den Handelsmann Peter Henning, der bis 1730 Eigentümer blieb. Später betrieb Karl Maquet hier und auf dem Nachbargrundstück Hausnummer 30 ein Handelsgeschäft. Am 24. Dezember 1904 brannte gegen 11.30 Uhr eine Wand des Hauses auf größerer Fläche. Die Feuerwehr legte die brennenden Balken frei und löschte das Feuer. |                          |
| 30         | Zum kleinen goldenen Horn             | Erster überlieferter Eigentümer war Martin Brewitz. Er vererbte an den als Pfarrer in Schönebeck (Elbe) tätigen Wilhelm Löder sowie Moritz Klod. Die beiden verkauften die Stätte für 100 Taler im Jahr 1646 an den Kaufmann Stephan Lüdicke, dem auch das benachbarte Haus Zum güldenen Kreuz (Breiter Weg 30) gehörte. 1679 war dann der Goldschmied Gottfried Schneider Eigentümer, 1683 bereits seine Witwe. 1690 verkauften seine Erben das Anwesen für 650 Taler an den Goldschmied Heinrich Grape, seine Erben veräußerten 1717 an seine Witwe für 1200 Taler. Sie blieb bis 1722 Eigentümerin. Später betrieb Karl Maquet hier und auf dem Nachbargrundstück Hausnummer 29 ein Handelsgeschäft. |                          |
| 31         |                                       | Die Witwe von Hans Stöffel war 1631 Eigentümerin. 1659 wurde die, wohl infolge der Zerstörung Magdeburgs 1631 wüste Stätte, vom Schuster Michael Schmidt bebaut. Seine Witwe war 1679, der Bortenwirker Moritz Schönian 1683 und 1707 Eigentümer. Schönians Erben verkauften das Grundstück 1716 für 800 Taler an seine Witwe. Sie veräußerte es 1717 an Gottfried Welker, der bis 1730 Eigentümer blieb. |                          |
| 32         |                                       | 1631 gehörte das Haus der Witwe des Goldschmieds David (abgekürzt Veit) Deneke. Sie veräußerte die Stätte 1661 für 60 Taler an den Schneider Andreas Kieritz. Er wurde zuletzt 1662 erwähnt. Zu diesem Zeitpunkt war das Grundstück, wohl nach der Zerstörung von 1631, immer noch wüst. Seine Witwe ist dann 1683 Eigentümerin des Hauses. Ihrem Schwiegersohn, dem Schneider Andreas Valdiek, gehörte es 1694. Er verkaufte 1706 für 860 Taler an den Schuhmacher Franz Gerlang (auch Herlem oder Horlemann), der zuletzt 1716 erwähnt wurde. |                          |
| 33         |                                       | Im Jahr 1631 war August Linde Eigentümer des Hauses. 1651 gehörte es seinem Schwiegersohn, dem Honigkuchenbäcker Hans Lauterbach, der das Haus 1663 dem Glaser Christian Albrecht für 172 Taler veräußerte. Albrecht verkaufte es 1703 für 672 Taler an den Strumpfmacher Johann Friedrich Holstein. Seine Erben veräußerten das Anwesen 1715 für 1200 Taler an den Gürtler Albrecht Knief, der bis 1727 Eigentümer blieb. |                          |
| 34         |                                       | Eigentümerin des Brauhauses war im Jahr 1631 die Witwe von Lorenz Schinke. 1651 gehörte es dann Lorenz Schinke, der das Grundstück 1657 bebaute. 1670 verkaufte er das Haus 1670 an Martin Schüler, der es noch im gleichen Jahr für 1600 Taler an den Goldschmied Martin Grape veräußerte. Grape wurde zuletzt 1692 erwähnt. Die Witwe von Stephan Lüdicke verschenkte es 1704 an die Ehefrau des Goldschmieds Heinrich Grape. Deren Erben verkauften es 1717 für 4800 Taler an die Witwe Grapes, wohl seine zweite Frau. 1722 verkaufte sie an den Landsyndikus Christian Möschel. |                          |
| 35         |                                       | 1631 und 1651 war Franz Blume Eigentümer, 1679 gehörte es dem Ebentischler Hans Müller. Seine Erben veräußerten das Haus für 440 Taler im Jahr 1690 an den Drechsler Johann Jakob Müller. Müller verkaufte schon 1692 für 480 Taler an den Goldschmied Georg Gerhard Oberdieck. Für 1705 ist belegt, dass die Erben des Tischlers Georg Schmidt das Anwesen für 725 Taler an den Glaser Abraham Költz veräußerten, der zuletzt im Jahr 1720 erwähnt wurde. |                          |
| 36         | Zum goldenen Schilde                  | Der Goldschmied Sebastian Müller war 1631 und 1653 Eigentümer. Er bebaute das Grundstück 1650. 1663 und 1683 war sein gleichnamiger Sohn als Eigentümer eingetragen, der ebenfalls als Goldschmied arbeitete. Von dessen Erben erwarb es 1687 für 1200 Taler der Goldschmied Sebastian Müller 3. 1691 verkaufte er das Haus für 1550 Taler an den Goldschmied Georg Gerhard Oberdieck, der es bereits 1692 für 1600 Taler an den Glaser Nikolaus Schuppe veräußerte, der bis 1734 Eigentümer blieb. |                          |